# AH87
De Aziatische weg 87 (Engels: Asian Highway 87) is een AH-weg die geheel in Turkije ligt. De weg begint in de hoofdstad Ankara als een zijweg van de belangrijke weg AH1, en eindigt in de grote havenstad İzmir. Het gehele traject van 606 kilometer lengte is verhard.